# イノセント (earthmindの曲)
「イノセント」は、earthmindの楽曲。Ricoが作詞、齋藤真也が作曲を手掛けた。earthmindの4枚目のシングルとして2013年11月20日にgr8! Recordsから発売された。

## 音楽性
本曲は、テレビアニメ『ガリレイドンナ』のエンディングテーマに起用された。
「ARCADIA」、「ENERGY」、『power of mind』での経験を踏まえた上で作成された「ポジティブな曲」で、作中のフェラーリ3姉妹の心情ともリンクしているという。JUN TAKAIによればメロディや世界観以外はデビュー曲「B-Bird」のメッセージ性にどことなく近い印象になっており、作風は前作までとは異なっているためJUN曰く「空気感が変わった」と述べている。
歌詞に関してもアルバム制作歌詞中の星に関するフレーズは、レコーディング時に過去のearthmindの活動を思い出すことで同グループの現在の状況を再確認するきっかけになると思ったため入れたという。なおサビではドラム・ビートやフックが導入されている。

## シングルリリース
2013年11月20日にgr8! Recordsから発売された。earthmindのシングルとしては前作「ENERGY」から9か月ぶりのリリースとなる。
通常盤（SRCL-8395/6）と期間生産限定盤（SRCL-8397/8）の2種リリース。両者ともDVDが同梱されており、通常盤には本曲のミュージック・ビデオが、期間限定盤には同アニメのノンクレジットエンディング映像が収録されている。ちなみに期間限定盤のジャケットは同アニメの主人公である星月・フェラーリのイラストが描かれている。
2曲目「Hello My Days」は、等身大のErinaおよび視聴者の背中を押した泣ける曲。作詞はmavie、Rico、JUN TAKAIの3名が手掛けているが、JUNは作詞に際し言葉のチョイスに苦労したとを明かしている。
3曲目「ファンタジスター」は、ディスコ・パンクとロックンロールを合わせたような曲で、歌詞はぶっ飛んだ小悪魔系的な内容になっている。ちなみにレコーディングでは自作曲であるにも苦労したという。

## シングル収録内容

### 通常盤
| 全作曲・編曲: 齋藤真也。 |                               |                        |            |      |
| #                        | タイトル                      | 作詞                   | 作曲・編曲 | 時間 |
| 1.                       | 「イノセント」                | Rico                   | 齋藤真也   | 4:18 |
| 2.                       | 「Hello My Days」             | mavie、Rico、JUN TAKAI | 齋藤真也   | 4:24 |
| 3.                       | 「ファンタジスター」          | meg rock               | 齋藤真也   | 4:13 |
| 4.                       | 「イノセント -Instrumental-」 |                        | 齋藤真也   | 4:15 |
| 合計時間:                | 合計時間:                     | 合計時間:              | 17:12      |      |

| #  | タイトル                    | 作詞 | 作曲・編曲 |
| -- | --------------------------- | ---- | ---------- |
| 1. | 「イノセント」(Music Video) |      |            |

### 期間生産限定盤
| 全作曲・編曲: 齋藤真也。 |                             |                        |            |      |
| #                        | タイトル                    | 作詞                   | 作曲・編曲 | 時間 |
| 1.                       | 「イノセント」              | Rico                   | 齋藤真也   | 4:18 |
| 2.                       | 「Hello My Days」           | mavie、Rico、JUN TAKAI | 齋藤真也   | 4:24 |
| 3.                       | 「ファンタジスター」        | meg rock               | 齋藤真也   | 4:13 |
| 4.                       | 「イノセント -Short Ver.-」 |                        | 齋藤真也   | 1:30 |
| 合計時間:                | 合計時間:                   | 合計時間:              | 14:27      |      |

| #  | タイトル                                                 | 作詞 | 作曲・編曲 |
| -- | -------------------------------------------------------- | ---- | ---------- |
| 1. | 「ガリレイドンナ (ノンクレジット･エンディングムービー)」 |      |            |

## チャート
| チャート（2013年）                | 最高位 |
| --------------------------------- | ------ |
| オリコン                          | 60     |
| Billboard JAPAN Hot Singles Sales | 54     |
| アニカン レコチョク着うたフル     | 22     |